# Leonardo Rossi
Leonardo Rossi, o de Rossi, o de Rubeis (Giffoni Valle Piana, 1335/1340 – Avignone, 17 marzo 1407), è stato un cardinale e francescano italiano.

## Biografia
Professore di teologia presso lo studio generale di San Lorenzo a Napoli e poi all'Università di Cambridge, nel capitolo generale di Tolosa del 1373 venne eletto Ministro generale dell'Ordine francescano. Operò durante lo Scisma d'Occidente, rifiutando la nomina a cardinale da parte del papa Urbano VI e fu creato pseudocardinale dall'antipapa Clemente VII con il titolo di San Sisto. Nel 1381 venne inviato come legato pontificio a Napoli, ove fu fatto arrestare dal cardinale Gentile di Sangro il 9 gennaio 1382. Fu trasferito dapprima a Benevento e poi ad Aversa, ove rimase imprigionato insieme al cardinale Giacomo d'Itri fino al 1386. Riuscito a fuggire, si trasferì ad Avignone. Qui presenziò al decesso dell'antipapa Clemente VII e prese parte all'elezione del suo successore, l'antipapa Benedetto XIII. Fu da questi nominato cardinale vescovo di Ostia e Velletri nell'ottobre del 1398. Poco dopo abbandonò l'obbedienza avignonese, scrivendo anche una memoria contro l'antipapa nel 1399, ma nel 1403 rientrò in questa obbedienza. Alla sua morte, la salma venne inumata nel convento francescano di Avignone. Lasciò commenti scritti sulle Sacre Scritture e sulla Summa teologica, oltre a numerosi sermoni.